# Mario Hermoso
Artikeln följer den spanska namnseden; faderns efternamn är Hermoso och moderns efternamn Canseco.
Mario Hermoso Canseco, född 18 juni 1995, är en spansk fotbollsspelare som spelar för Atlético Madrid.

## Klubbkarriär
Hermoso värvades till Atlético Madrid den 18 juli 2019 och fick göra sin debut för klubben exakt en månad efter, i en La Liga-match mot Getafe den 18 augusti. Matchen slutade 1-0 till Atlético efter ett mål av Álvaro Morata.

## Landslagskarriär
Hermoso debuterade för Spanien under förbundskapten Luis Enrique den 18 november 2018 i en landskamp mot Bosnien och Hercegovina.